# Plan Totality

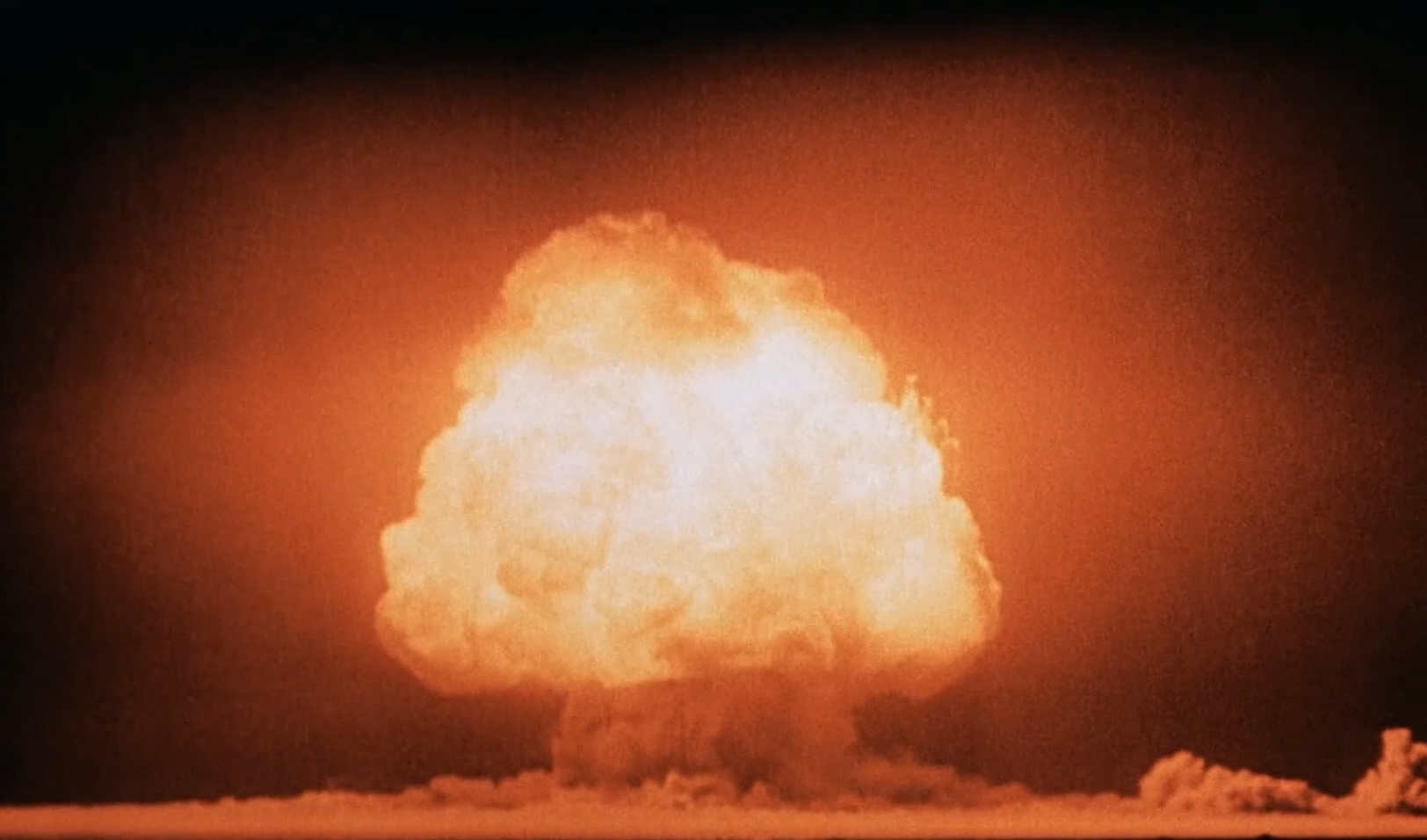
Le test Trinity, l'explosion de la première arme nucléaire le 16 juillet 1945 dans le désert du Nouveau-Mexique, démontre l'efficacité militaire de cette nouvelle technologie.

Le plan Totality était un plan d'attaque de l'Armée de terre des États-Unis, élaboré pendant la seconde moitié de l'année 1945, prévoyant une frappe nucléaire sur les principales villes de l'Union soviétique.

## Contexte militaire
En août 1945, pendant que la Seconde Guerre mondiale est en train de se terminer, le président Harry S. Truman, qui vient de rencontrer son allié Joseph Staline lors de la conférence de Potsdam, aurait ordonné au général Dwight D. Eisenhower de préparer un plan d'urgence envisageant un conflit avec l'Union soviétique, appelé « plan Totality ».
Les armées des alliés occidentaux (essentiellement l'US Army et la British Army) sont alors en nette situation d'infériorité numérique face à la puissante Armée rouge, qui a montré son efficacité en détruisant la majorité des forces armées allemandes sur le front de l'Est et en conquérant l'Europe centrale. Cette situation a empiré avec le rapatriement (opération Magic Carpet) et la démobilisation des troupes de 1945 jusqu'à l'été 1946, les forces armées des États-Unis passant d'un effectif total de 12,2 millions d'hommes en 1945 (dont la moitié seulement outre-mer) à environ 1,5 million au milieu de l'année 1947 (l'Armée rouge était estimée à environ trois millions d'hommes en janvier 1948, montant à 3,9 en janvier 1950).
Les armes nucléaires, dont les États-Unis ont le monopole jusqu'en 1949, sont alors vues par les états-majors ainsi que par le gouvernement Truman comme un moyen de contrebalancer la puissance militaire soviétique à moindre frais, en pleine période de réductions drastiques des dépenses militaires qui caractérisent l'immédiate après-guerre. On peut donc voir le plan Totality comme faisant partie du « bluff atomique » que mènent les États-Unis,.

## Prévoir un nouveau conflit
À la fin de l'été 1945, le Joint Chiefs of Staff (JCS) considère que la mise à sa disposition de bombes nucléaires permet d'envisager leur emploi pour une attaque surprise lors d'une crise. Cette nouvelle conception est mise par écrit dans le document JCS 1496 (datant du 19 juillet 1945, modifié par la réunion du 20 septembre). Le JCS confia à son service de renseignement, le Joint Intelligence Committee (JIC), le soin d'étudier la possibilité d'une attaque nucléaire : le rapport JIC 329 est publié le 3 novembre 1945, avait pour titre Strategic Vulnerability of the U.S.S.R. to a Limited Air Attack.
Deux hypothèses sont envisagées par le rapport : la réponse à une offensive conventionnelle soviétique en Europe ou une « guerre préventive » déclenchée par surprise par les États-Unis. Dans les deux cas, la frappe nucléaire doit être exécutée par les bombardiers de l'USAAF, larguant de 20 à 30 bombes nucléaires sur les villes soviétiques. Vingt agglomérations sont ciblées, pour détruire l'industrie d'armement et décapiter la chaîne de commandement : Moscou, Gorki, Kouïbychev, Sverdlovsk, Novossibirsk, Omsk, Saratov, Kazan, Léningrad, Bakou, Tachkent, Tcheliabinsk, Nijni Taguil, Magnitogorsk, Molotov, Tbilissi, Stalinsk, Grozny, Irkoutsk et Iaroslavl,.

## Limites et évolutions
Cependant, ce plan était irréalisable à court terme, les États-Unis ne disposaient pas des armes nécessaires. Leur arsenal nucléaire se résumait officiellement à deux bombes au 31 décembre 1945, sous forme de pièces détachées. Le stock passe à un total de neuf bombes opérationnelles pour l'été 1946, avec 27 bombardiers B-29 Superfortress modifiés (type Silverplate) pour les larguer.
La liste des cibles fut ensuite mise à jour régulièrement, les plans successifs précédant de peu la progression de la production en série des bombes atomiques : 20 villes avec 50 bombes (plan Pincher, datant de juin 1946), 24 villes avec 34 bombes (plan Broiler, mars 1948), 20 villes avec 50 bombes (plan Frolic, mai 1948), 70 villes avec 133 bombes (plans Sizzle puis Trojan, décembre 1948 et janvier 1949), 104 villes avec 220 bombes (plan Dropshot, 1949), etc.
À partir de 1950, les scénarios de guerre nucléaire furent préparés par le Strategic Air Command (SAC), les plans prenant à compter de 1960 le nom de Single Integrated Operational Plan (SIOP), puis depuis 2003 d'Operation Plan (OPLAN).